# Neodexiopsis obtusilora
Neodexiopsis obtusilora är en tvåvingeart som först beskrevs av Malloch 1934.  Neodexiopsis obtusilora ingår i släktet Neodexiopsis och familjen husflugor.
Artens utbredningsområde är Costa Rica. Inga underarter finns listade i Catalogue of Life.